# Мамант Кесарійський
Мама́нт (грец. Μάμας; лат. Mamantus; 259 — 274) — римський християнин грецького походження, святий, мученик. Народився у Кесарії, Кападокія, Римська імперія. Місцем народження була в'язниця, де перебували його батьки-християни, ув'язненні за віру. Після їх вбивства Мамант залишився сиротою. Він був побожним християнським юнаком. Під час жорстокого переслідування християн язичники ув'язнили Маманта і намовляли відступити від Христової віри, але він був непохитним. Тоді його жорстоко мучили, а потім кинули у море. Але Бог послав Мамантові на поміч ангела, який вивів його на сушу. У горах поблизу Кесарії юнак почав вести життя пустельника. Після довгих років богоугодного життя Мамант знову потрапив в руки гонителів християн і був смертельно поранений. День вшанування — 17 листопада в Католицизмі і 2 вересня — у Православ'ї. В іконографії та живописі зображується із левом. Вважається патроном немовлят, хворих із переломами, тварин тощо. Також — Мамант Кесарійський, Мама, Маманте (італ. Mamante), Мамес (ісп. Mamés), Мамеде (порт. Mamede) тощо.

## У мистецтві

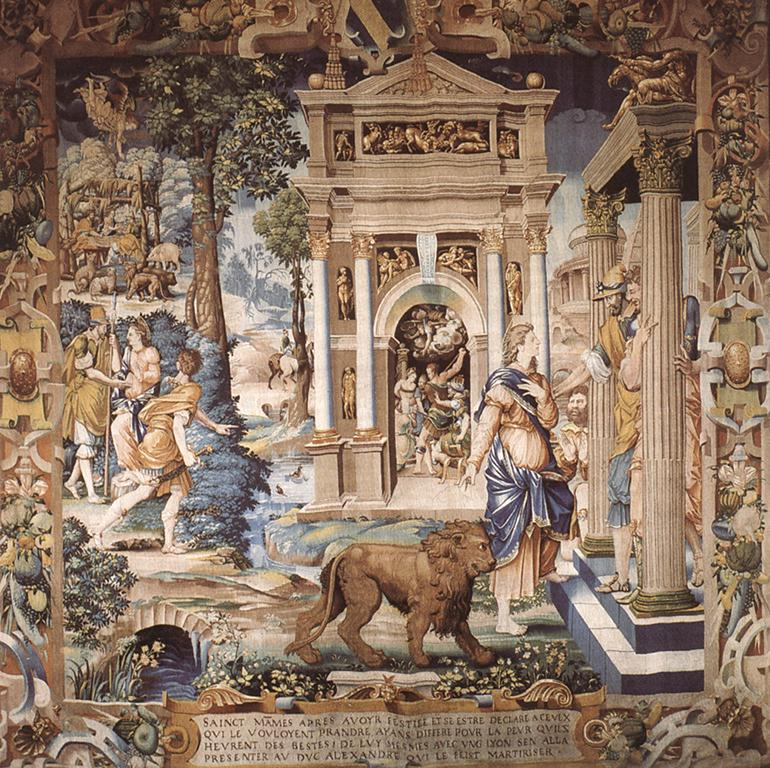
Мамант та принц Олександер.
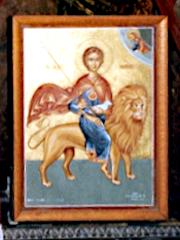
Мамант на леві
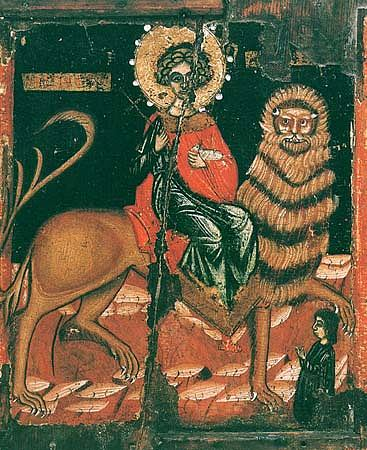
Мамант на леві
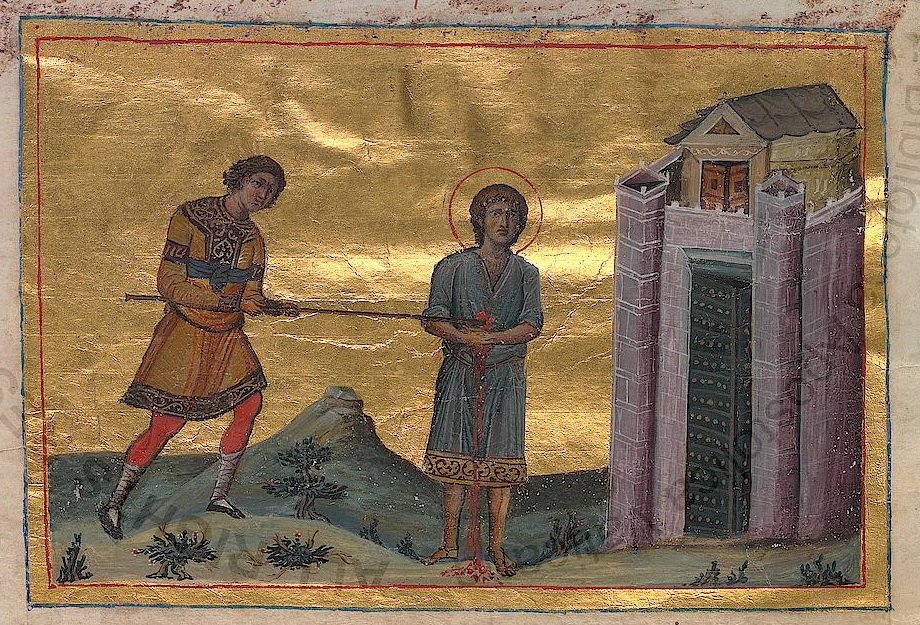
Загибель Маманта

## Патрон
- Португалія:
  - муніципалітети: Валонгу, Могадору
  - парафії: Віла-Майор, Гізанде, Каштаньєйра-ду-Вога, Траванка